# مازامي
مازامي. (بالفرنسية: Mazamet)‏، هي بلدية فرنسية تقع في  إقليم تارن في جنوب فرنسا.

## جغرافية

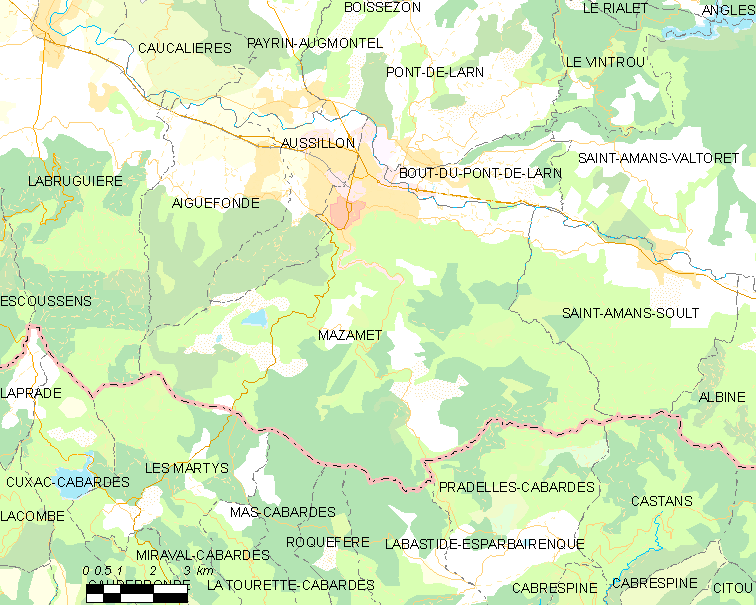
خريطة مازامي

مازامي هي مدينة تقع في سفح الجبل الأسود.

## أعلام
- لوران جالابير
- نيكولا جالابير
- كريستوف باسونس